# Marietta (гурт)
Marietta — американський емо рок-гурт із Філадельфії, штат Пенсільванія, заснований 2011 року. Гурт записав два студійних альбоми та три міні-альбоми, після чого розпався 2015 року.

## Історія
Marietta розпочали свою творчу діяльність 2011 року. У 2012 році вони випустили спліт-альбом із Modern Baseball під назвою Couples Therapy.
У 2013 році гурт випустив свій перший повноформатний альбом під назвою Summer Death.
У квітні 2015 року колектив випустив міні-альбом під назвою Cuts, а 17 серпня 2015 року гурт випустив свій другий студійний альбом під назвою As It Were. Вже у грудні того ж року Marietta оголосили про розпад на своїй сторінці у Facebook.
1 травня 2020 року Marietta випустили міні-альбом під назвою Summer Demos 2012, який містить демо-записи пісень, записаних під час існування гурту.

## Учасники гурту
Остаточний склад
- Бен Джонсон — бас-гітара
- Еван Лескалетт — гітара, вокал
- Ендрю Вайгел — ударні
- Етан Віллард — гітара, вокал

## Дискографія
Студійні альбоми
- Summer Death (2013)
- As It Were (2015)

Міні-альбоми
- Couples Therapy (2012)
- Cuts (2016)
- summer demos 2012 (2020)